# Haecceitas
Haecceitas (uit het Latijn, in het Nederlands: ‘Ditheid‘) is een begrip uit de filosofische vaktaal, gebruikt door Johannes Duns Scotus en na hem door zijn volgelingen in dezelfde denkrichting. Haecceitas betekent het specifieke van een uniek object in tegenstelling tot het begrip Quidditas, dat juist de algemene eigenschappen van een objectklasse beschrijft. 
In de scholastiek werd door Thomas van Aquino, in navolging van Aristoteles, het individuele als een speciaal geval van het algemene gezien. Het unieke werd wetenschappelijk niet bespreekbaar geacht. De kern van de leer van de haecceitas baseerde zich nu juist op de gedachte, dat het individuele bestaan niet een gebrek aan het algemene is, maar een volkomenheid. Ze was eenmalig en bijzonder. Men kon daarop alleen maar wijzen en zeggen: ‘Dat daar‘. Daardoor kreeg de tot dan toe als tweederangs bekeken individualiteit een groter gewicht. Het unieke werd nu als een positief Zijn gezien. Daarenboven werd het individuele, het bijzondere, tegenover het Algemene, juist het Volkomene. Het individu bezat zo een zelfstandige realiteit, een niet verder afleidbaar feit. 
De uitspraak "Socrates is een mens" is een vorm van Quidditas omdat Socrates eigenschappen heeft die kenmerkend zijn voor de groep van mensen. Om Socrates te kunnen onderscheiden van andere mensen moet je kenmerken noemen die typisch zijn voor Socrates en die gezamenlijk de identiteit van Socrates bepalen en daarmee de Haecceitas van Socrates.  
De gemeenschappelijke aard en de typische kenmerken zijn wel heel gelijkaardig, maar te onderscheiden van elkaar door een speciaal soort verschil; met name een 'formeel verschil'. Hierdoor heeft Scotus de geldigheid van universele termen kunnen behouden zonder als Platonist te worden beschouwd.  
Het is lang niet altijd mogelijk om de Haecceitas van een voorwerp te bepalen. Zo zijn elementaire deeltjes van een bepaalde soort onderling ononderscheidbaar: ze hebben wel een Quidditas (nl. de kenmerken van de groep waartoe ze behoren) maar geen Haecceitas. 